# Lee County, Iowa
Lee County är ett administrativt område i delstaten Iowa, USA, med 35 862 invånare. De administrativa huvudorterna (county seat) är Fort Madison och Keokuk.

## Geografi
Enligt United States Census Bureau har countyt en total area på 1 395 km². 1 340 km² av den arean är land och 55 km² är vatten.

### Angränsande countyn
- Henry County - nord
- Des Moines County - nordost
- Henderson County, Illinois - öst
- Hancock County, Illinois - sydost
- Clark County, Missouri - sydväst
- Van Buren County - väst

### Orter
- Donnellson
- Fort Madison (huvudort)
- Franklin
- Houghton
- Keokuk (huvudort)
- Montrose
- St. Paul
- West Point